# Bahnhof Kōnosu
Der Bahnhof Kōnosu (jap. 鴻巣駅, Kōnosu-eki) ist ein Bahnhof auf der japanischen Insel Honshū. Er wird von der Bahngesellschaft JR East betrieben und befindet sich in der Präfektur Saitama auf dem Gebiet der Stadt Kōnosu.

## Verbindungen
Kōnosu ist ein Zwischenbahnhof an der Takasaki-Linie von JR East. Sie führt von Takasaki über Ōmiya und Ueno nach Tokio, wobei ab Ōmiya die Gleise der Utsunomiya-Linie (Teilstrecke der Tōhoku-Hauptlinie) genutzt werden. Tagsüber verkehren in beiden Richtungen fünf bis sieben Züge je Stunde, während der Verkehrszeiten#Hauptverkehrszeit bis zu 13 Züge in der jeweiligen Hauptlastrichtung. Nahverkehrszüge mit Halt an allen Bahnhöfen fahren in der Regel nach Tokio und werden dort auf die Tōkaidō-Hauptlinie durchgebunden. Eilzüge der Gattungen Rapid und Special Rapid werden in Ōmiya üblicherweise mit der Shōnan-Shinjuku-Linie in Richtung Shinjuku verknüpft. In der Gegenrichtung fahren die meisten Eilzüge bis nach Kagohara, während Takasaki das Ziel der meisten Nahverkehrszüge ist. Einzelne Verbindungen führen umsteigefrei über Takasaki hinaus auf der Ryōmō-Linie weiter bis nach Maebashi.
Außerdem ist Kōnosu ein bedeutender Knotenpunkt des lokalen und regionalen Busverkehrs. Beidseits des Bahnhofs gibt es je einen Busterminal mit mehreren Haltestellen. Insgesamt verkehren von hier aus etwa 20 Linien der Gesellschaften Asahi Motor Corporation, Kawagoe Motor Corporation und Tōbu Bus West sowie des städtischen Verkehrsbetriebs.

## Anlage
Der Bahnhof steht an der Grenze zwischen den Stadtteilen Sakaechō im Westen und Honchō im Osten. Die Umgebung ist ein gemischtes Wohn- und Geschäftsviertel. In der Nähe befindet sich der Shōganji-Tempel der buddhistischen Jōdo-shū-Schule, das Rathaus und das städtische Kulturzentrum. Die ebenerdige Anlage ist von Südosten nach Nordwesten ausgerichtet und umfasst vier Gleise, von denen drei dem Personenverkehr dienen. Diese liegen an einem Mittelbahnsteig und an einem Seitenbahnsteig, die beide vollständig überdacht und voneinander versetzt sind. Über die drei östlichen Gleise spannt sich das Empfangsgebäude in Form eines Reiterbahnhofs. Das westlichste Gleis wird von einer gedeckten Fußgängerbrücke hinüber zum westlichen Vorplatz überbrückt. An die Nordwestseite des Bahnhofs angebaut ist das Einkaufszentrum Elumi Kōnosu.
Im Fiskaljahr 2019 nutzten durchschnittlich 19.345 Fahrgäste täglich den Bahnhof.

## Bilder

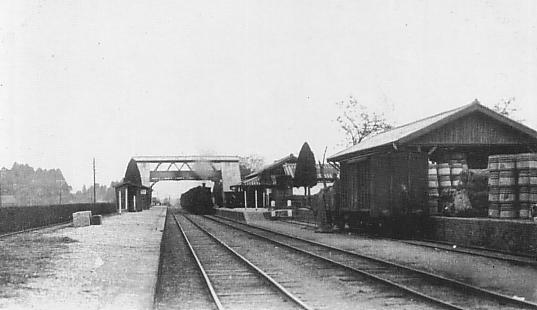
Alter Bahnhof (ca. 1920)
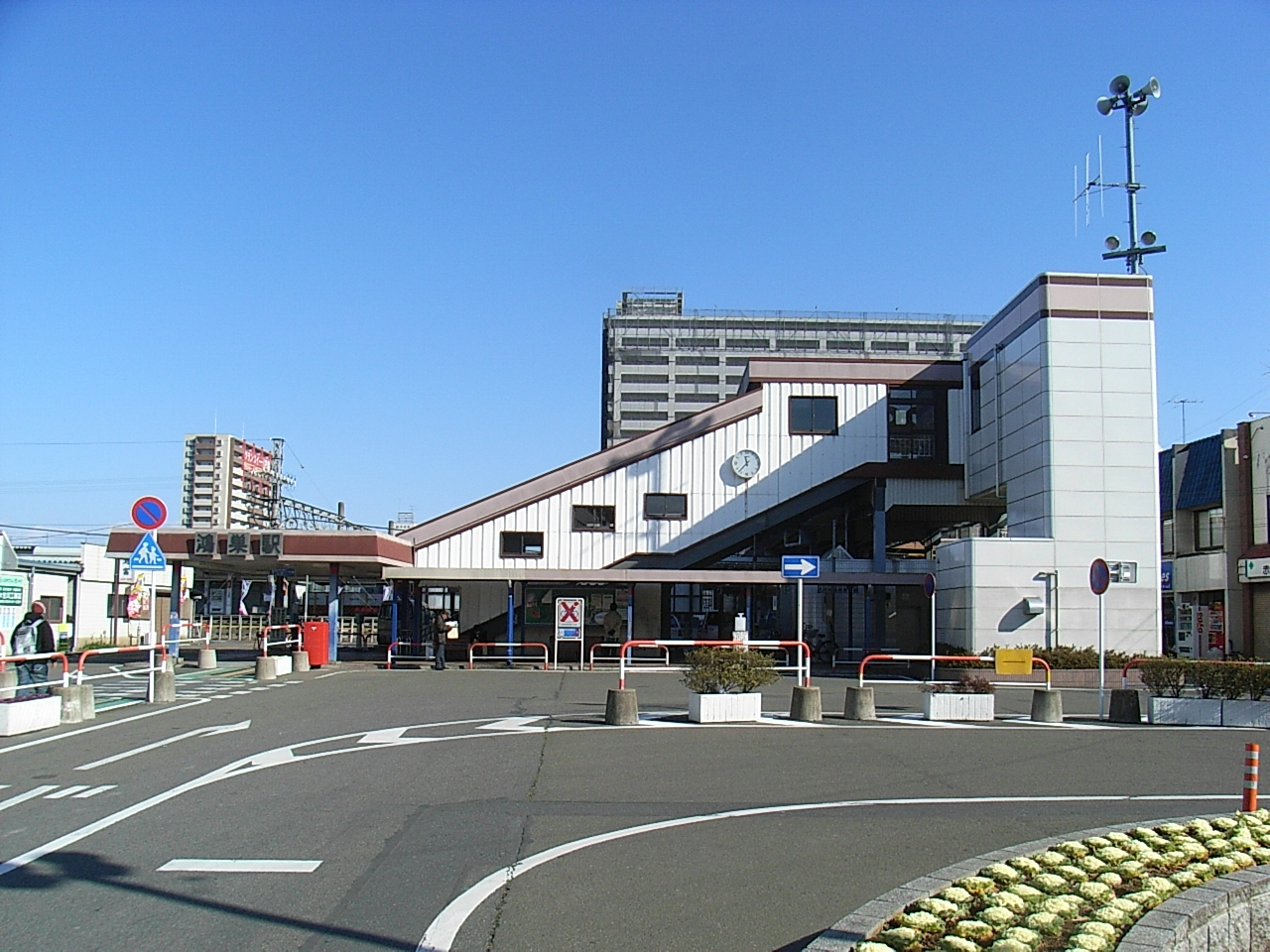
Westeingang
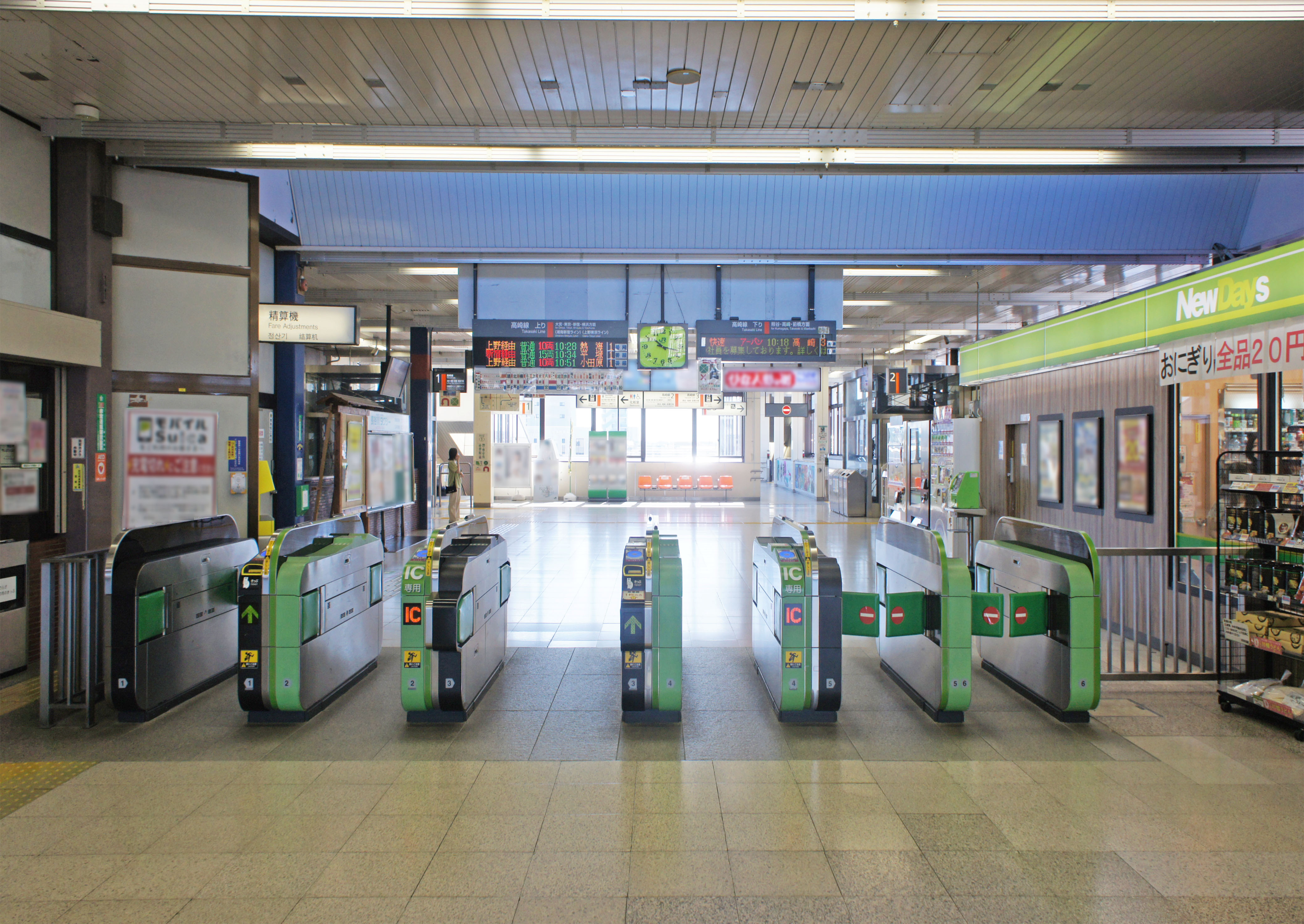
Bahnsteigsperren
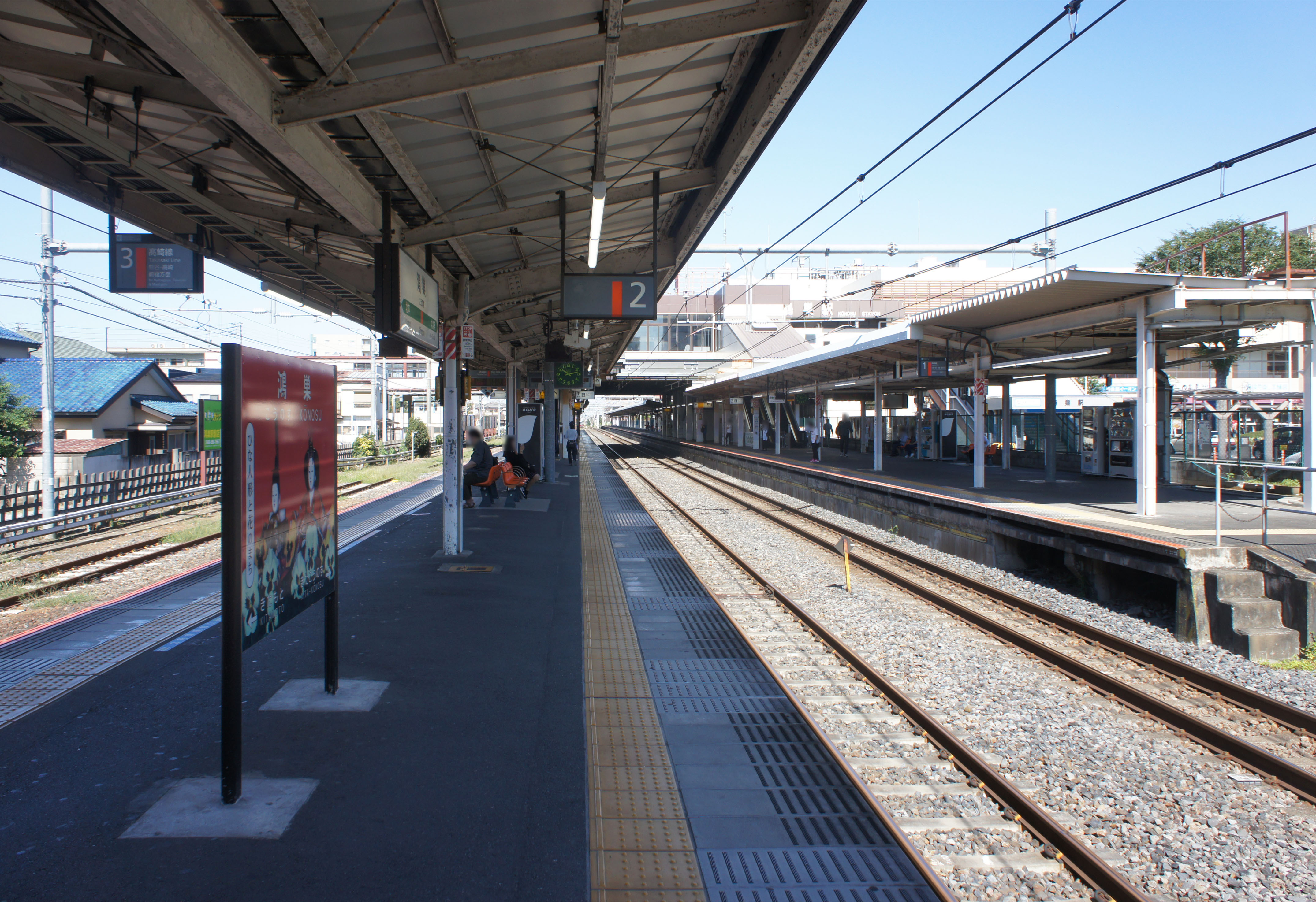
Blick auf die Bahnsteige
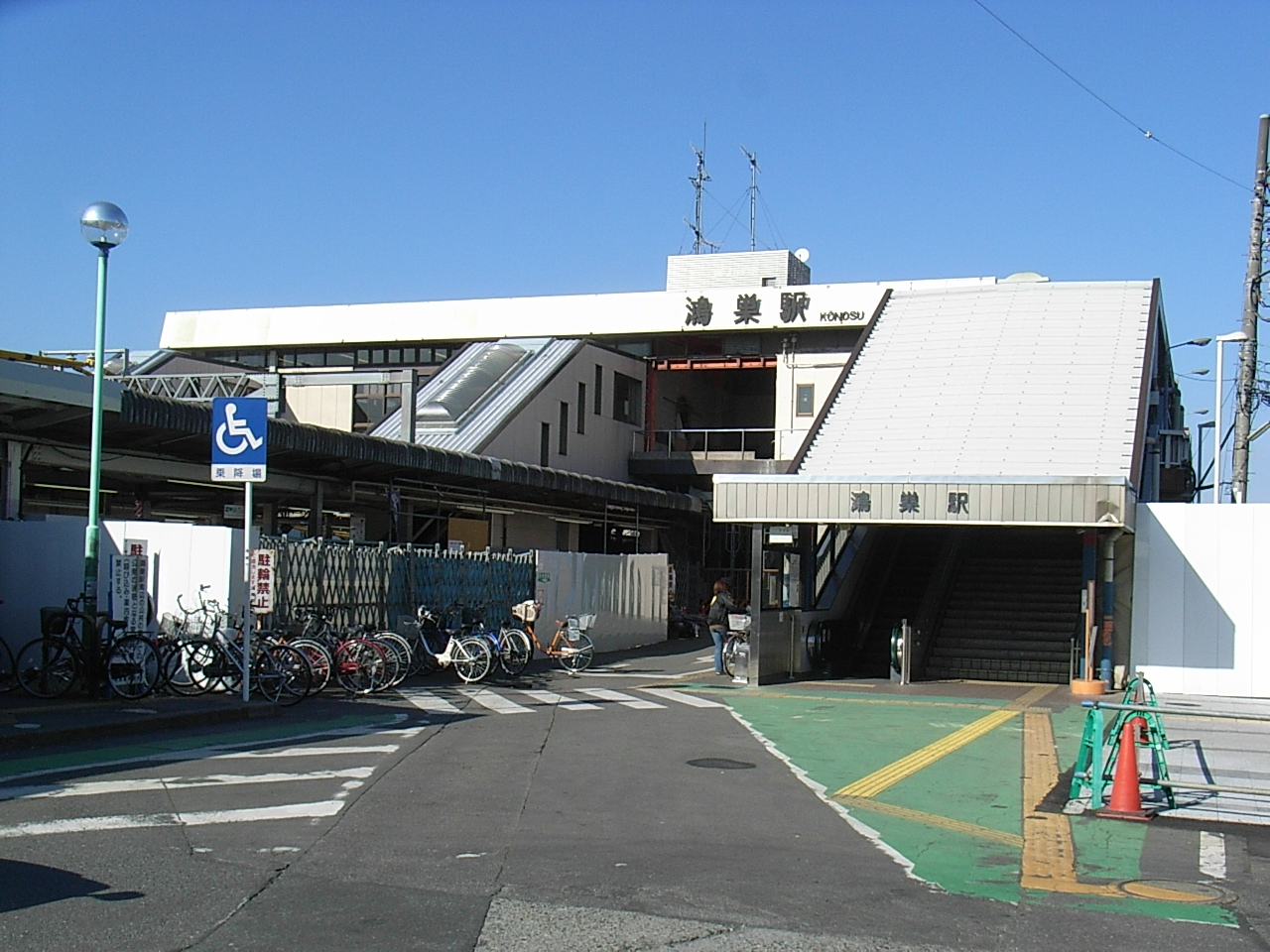
Ostausgang vor der Sanierung (Januar 2007)

## Gleise
| 1/2 | ▉ Takasaki-Linie | Ōmiya • Akabane • Ueno • Tokio / Shinjuku • Yokohama |
| 2/3 | ▉ Takasaki-Linie | Kumagaya • Takasaki • Maebashi                       |

## Linien
| Verlauf der Takasaki-Linie |
| --- |
| Tokyo • Ueno • Oku • Akabane • Urawa • Saitama-Shintoshin • Ōmiya • Miyahara • Ageo • Kita-Ageo • Okegawa • Kitamoto • Kōnosu • Kita-Kōnosu • Fukiage • Gyōda • Kumagaya • Kagohara • Fukaya • Okabe • Honjō • Jimbohara • Shinmachi • Kuragano • Takasaki |

## Geschichte
Die Nippon Tetsudō, Japans erste private Bahngesellschaft, eröffnete den Bahnhof am 28. Juli 1883, zusammen mit der Strecke von Ueno–Kumagaya. Am 1. Mai 1884 war die gesamte Strecke bis nach Takasaki betriebsbereit. Als Folge des Eisenbahnverstaatlichungsgesetzes gelangte der Bahnhof am 1. November 1906 an das Eisenbahnamt (das spätere Eisenbahnministerium). Das ursprüngliche Bahnhofsgebäude wurde 1936 durch einen baugleichen Neubau ersetzt. Aus Rationalisierungsgründen stellte die Japanische Staatsbahn am 21. August 1980 den Güterumschlag ein, am 14. März 1985 auch die Gepäckabfertigung. Dazwischen eröffnete sie im Juni 1982 den heute noch bestehenden Reiterbahnhof. Im Rahmen der Staatsbahnprivatisierung ging der Bahnhof am 1. April 1987 in den Besitz der neuen Gesellschaft JR East über. Der erste Bauabschnitt des angrenzenden Einkaufszentrums Elumi Kōnosu öffnete seine Tore im Oktober 2007, die zweite Etappe folgte im Mai 2008.